# ماريا فوسكو
ماريا فوسكو (بالإنجليزية: Maria Fusco)‏ هي ناقدة فنية بريطانية، ولدت في 1972 في بلفاست في المملكة المتحدة.